# Shahrestān-e Mīnūdasht
Shahrestān-e Mīnūdasht (persiska: شهرستان مينودشت, مينودشت) är en delprovins (shahrestan) i Iran.   Den ligger i provinsen Golestan, i den norra delen av landet, 400 km öster om huvudstaden Teheran.
Delprovinsen hade 75 483 invånare 2016.